# Tantō
Tanto (短刀, "đoản đao") là một loại dao găm của Nhật, dài từ khoảng 15-30 cm, thường dùng để đâm, tuy nhiên dùng phần mũi dao để chém cũng khá tốt. Chúng phần lớn được sử dụng bởi các samurai. Tantou và thường được dùng theo cặp.
Thông thường, tantou (hoặc wakizashi) được dùng để thực hiện nghi lễ seppuku, một nghi thức tự sát của samurai. Vì thế, trong game, có rất nhiều thanh tantou (như Imanotsurugi) có quá khứ rất đau buồn, vì chúng được dùng để kết thúc sinh mệnh của chủ nhân mình. Thế nên, những loại kiếm lớn hơn không được sử dụng trong nghi lễ seppuku.